# Pismo procesowe (polskie postępowanie cywilne)
Pismo procesowe – dokument obejmujący wnioski i oświadczenia stron postępowania składane poza rozprawą w postępowaniu cywilnym.

## Struktura
Pismo procesowe winno odpowiadać wymogom formalnym, określonym w art. 126 Kodeksu postępowania cywilnego. W myśl tego przepisu pismo procesowe winno zawierać:
- oznaczenie sądu, do którego jest skierowane,
- imiona i nazwiska albo nazwy stron, ich przedstawicieli ustawowych i pełnomocników,
- oznaczenie rodzaju pisma,
- osnowę wniosku lub oświadczenia,
- w przypadku gdy jest to konieczne do rozstrzygnięcia co do wniosku lub oświadczenia – wskazanie faktów, na których strona opiera swój wniosek lub oświadczenie, oraz wskazanie dowodu na wykazanie każdego z tych faktów,
- podpisy stron, przedstawicieli ustawowych lub pełnomocników,
- wymienienie załączników.

Część pisma, która wyraża żądanie nazywana jest petitum, które w dalszej części jest uzasadniane i poparte wnioskami dowodowymi.
Do pisma procesowego dołącza się załączniki wymienione w tym piśmie. Kolejne pisma procesowe powinny zawierać również sygnaturę akt sprawy, w której zostały złożone. Jeśli przepisy szczególne tak stanowią, pismo procesowe składać należy na urzędowym formularzu lub za pośrednictwem systemu teleinformatycznego.
Jeżeli strona składa pierwsze pismo w sprawie, należy podać:
- wartość przedmiotu sporu,
- oznaczenie miejsca zamieszkania lub siedziby i adresy stron albo, w przypadku gdy strona jest przedsiębiorcą wpisanym do Centralnej Ewidencji i Informacji o Działalności Gospodarczej - adres do korespondencji wpisany do Centralnej Ewidencji i Informacji o Działalności Gospodarczej[2],
- oznaczenie miejsca zamieszkania lub siedziby i adresy przedstawicieli ustawowych i pełnomocników stron[3],
- numer PESEL lub NIP powoda będącego osobą fizyczną, jeżeli jest on obowiązany do jego posiadania lub posiada go nie mając takiego obowiązku lub
- numer w Krajowym Rejestrze Sądowym, a w przypadku jego braku - numer w innym właściwym rejestrze, ewidencji lub NIP powoda niebędącego osobą fizyczną, który nie ma obowiązku wpisu we właściwym rejestrze lub ewidencji, jeżeli jest on obowiązany do jego posiadania.

Wśród pism procesowych przepisy kpc wyróżniają pozew i odpowiedź na pozew, stawiając im dalsze wymagania co do treści i formy. Specyficzną kategorią są również pisma procesowe mające na celu przygotowanie rozprawy, w których strona winna przytoczyć zwięźle stan sprawy, wypowiedzieć się co do twierdzeń strony przeciwnej i wypowiedzieć się w sprawie przytoczonych przez nią dowodów, a następnie wskazać dowody mające istotne znaczenie w sprawie.
Jeśli pismo procesowe nie spełnia wymogów formalnych, przewodniczący wzywa stronę do poprawienia pisma, uzupełnienia lub opłacenia go w terminie 7 dni, pod rygorem jego zwrotu. Przez poprawienie pisma rozumie się również wniesienie pisma na urzędowym formularzu, jeżeli wymóg ten nie został dochowany.